# العالم اليوم (جريدة مصرية)
العالم اليوم هي صحيفة أعمال عربية تصدر في القاهرة، بمصر. وهي أول صحيفة خاصة مستقلة متخصصة في البلاد.

## التاريخ والملف الشخصي
تأسست صحيفة العالم اليوم ، ومقرها القاهرة، في عام 1991 كأول صحيفة اقتصادية في مصر. بالإضافة إلى ذلك، فهي أول صحيفة مستقلة مملوكة للقطاع الخاص في البلاد. ياسر ثابت وعماد أديب هما مؤسسا الصحيفة.
مالك الصحيفة هي شركة جود نيو فور مي القابضة والتي تمتلك أيضًا صحيفة نهضة مصر، وهي صحيفة أخرى. اعتبارًا من عام 2012، كان عماد أديب رئيسًا  وكانت لميس الحديدي الرئيس التنفيذي للصحيفة. وعلى الرغم من أن الصحيفة وصفت نفسها بأنها مطبوعة مستقلة، إلا أن أديب والحديدي كانا من بين مؤيدي الرئيس السابق حسني مبارك في منتصف العقد الأول من القرن الحادي والعشرين.
نُشرَت ست مرات في الأسبوع وتركز على أخبار الأعمال المتعلقة بمصر والشرق الأوسط وأجزاء أخرى من العالم. وتقدم الورقة أيضًا تحليلات مالية. تشمل فئات الجمهور المستهدفة قادة الرأي ورجال الأعمال وصناع القرار في الشركات المتعددة الجنسيات والخاصة. للصحيفة مكاتب في باريس، ولندن ، وجنيف ، وبون، والمملكة العربية السعودية، والكويت، وقطر، والبحرين، والمغرب، وبيروت. وتصدر طبعة مصرية وطبعة خاصة بمنطقة الخليج.
في عام 2003، كان عدد قرائها تقريبًا 650 ألفًا، وبلغ توزيعها 15 ألف نسخة.